# Komenda Ploskovice
Komenda johanitů v Ploskovicích existovala v letech 1174/1188 až 1421/1545.

## Historie komendy
První zmínka o Ploskovicích je z let 1174-1184, kdy celé území okolo této obce daroval zámožný vladyka Hroznata, pozdější zakladatel tepelského kláštera, rytířského řádu johanitů v Praze. Johanité si zde brzy postavili vlastní komendu, v jejímž čele stál komtur (například 1373 Ctirad ze Zvířetic). Jinak známe osoby této komendy jen velmi málo. Když se na jaře 1421 přiblížil na toto území Jan Žižka se svým vojskem, opustili johanité ploskovickou komendu. Tu pak drželi husité. Roku 1436 ji zastavil císař Zikmund známému husitskému předákovi v severozápadních Čechách, Jakoubku z Vřesovic. Johanitům ponechal císař pouze právo výkupu zástavy za předpokladu, že rok předem své nároky ohlásí.
Před rokem 1456 sice johanité zástavu vyplatili, ale začali Ploskovice sami zastavovat. Takovým zástavním pánem byl i Adam z Drahonic, proti němuž se roku 1496 vzbouřili jeho poddaní, kteří pak požádali o ochranu Dalibora z Kozojed. Tehdy byla (13. červenec 1496) tvrz, bývalá komenda, poddanými dobyta. Tento čin vyvolal velkou pozornost zemských a krajských úřadů a roku 1497 byly Ploskovice dobyty, Dalibor zajat a dne 13. března 1498 byl v Praze odsouzen k trestu smrti – stětí mečem (opera Bedřicha Smetany Dalibor zpracovává toto téma jen velmi volně). Johanité zastavovali Ploskovice dále. Jen roku 1529 spravoval z neznámých důvodů Ploskovice sám johanitský velmistr. Když pak o zástavu vznikly v roce 1540 spory, rozhodli se johanité k prodeji Ploskovic. Koupili je roku 1545 čtyři synové Václava Trčky z Vitence.
Ploskovice byly velmistrem johanitů zastaveny Václavu Trčkovi z Vitence, který Ploskovice držel do roku 1539, kdy zemřel. Na deset let převzaly Ploskovice Litoměřice 4 250 kop grošů. Vdova po Václavu Trčkovi podala protest a vyzvala komorní soud k projednání proti johanitům. Soud skončil vítězstvím vdovy po Václavu Trčkovi Kateřiny z Chvatliny původem zřejmě z rodu Švábů z Chvatliny. Johanité nabídli Ploskovice roku 1545 čtyřem synům zemřelého Václava Trčky, kteří Ploskovice koupili. Avšak již roku 1566 prodali Ploskovice (statek se 14 obcemi) Oldřichu Dubanskému z Duban. Po koupi dalších vsí a statků byly Ploskovice znovu prodány. Držitelem se stal Jan Habart z Vřesovic, který pravděpodobně dal přestavět několikrát opravenou tvrz Ploskovice na nový renesanční zámek.
Ploskovická komenda je jinak málo známa, ale pověst o Daliborovi se stala součástí české národní tradice.